# Coelotes thailandensis
Coelotes thailandensis är en spindelart som beskrevs av Pakawin Dankittipakul och Wang 2003. Coelotes thailandensis ingår i släktet Coelotes och familjen mörkerspindlar.
Artens utbredningsområde är Thailand. Inga underarter finns listade i Catalogue of Life.